# Marie-Nicolas Saulnier de La Pinelais

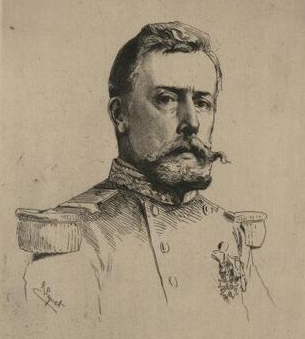
Marie-Nicolas Saulnier de La Pinelais

Marie-Nicolas Saulnier de la Pinelais (9 oktober 1836 in Parijs - 15 maart 1916) was een Frans schilder van marinestukken en zeegezichten. Hij was sinds 1888 de officiële schilder van de Franse marine, de officiële "peintre du département de la Marine.
Hij nam deel aan de Franse expeditie naar Mexico en droeg sinds 1862 de Herinneringsmedaille aan de Campagne in Mexico.
Capitaine de frégate Marie-Nicolas Saulnier de La Pinelais werd in 1881 inspecteur van de elektrische semaforen in Brest. In 1886 werd hij commandant van de verdediging van het vijfde maritieme arrondissement ("Commandant la défense mobile du 5ème arrondissement maritime") met als standplaats Toulon.
Hij werd in 1866 Ridder in het Legioen van Eer en was Officier in de Orde van het Openbaar Onderricht. Hij werd in 1888 bevorderd tot Officier in het Legioen van Eer.
Zijn ontwerp voor een medaille wordt in Frankrijk nog steeds gebruikt voor de Medaille voor Dienst Overzee.